# Protestos contra Donald Trump
Entre 2015 e 2021, protestos contra Donald Trump ocorreram em todos os Estados Unidos durante a campanha presidencial de Trump, após sua vitória nas eleições presidenciais de 2016 e após sua posse presidencial.
Durante sua campanha presidencial, ativistas ocasionalmente organizaram manifestações dentro dos comícios de Trump.Depois da eleição de Trump à presidência, os estudantes e os activistas organizaram protestos maiores em diversas cidades pelo país, Nova Iorque, Boston, Chicago, Portland, São Francisco, Los Angeles e Oakland. Dezenas de milhares de manifestantes participaram, sendo que muitos gritavam "Não é meu presidente!" para expressar sua oposição contra a vitória de Trump.
Um debate sobre sistema de colégio eleitoral dos Estados Unidos começou após as eleições, porque Hillary Clinton, a candidata democrata, perdeu a eleição mesmo ganhando no voto popular, o que não acontecia desde que Al Gore perdeu para George W. Bush nas eleições presidenciais de 2000. Críticos do sistema dizem que os votos populares representam a nação como um todo, enquanto os apoiantes do colégio eleitoral dizem que o sistema impede que os candidatos se concentrem apenas em grandes áreas metropolitanas para pedir votos.